# Ganerbenburg

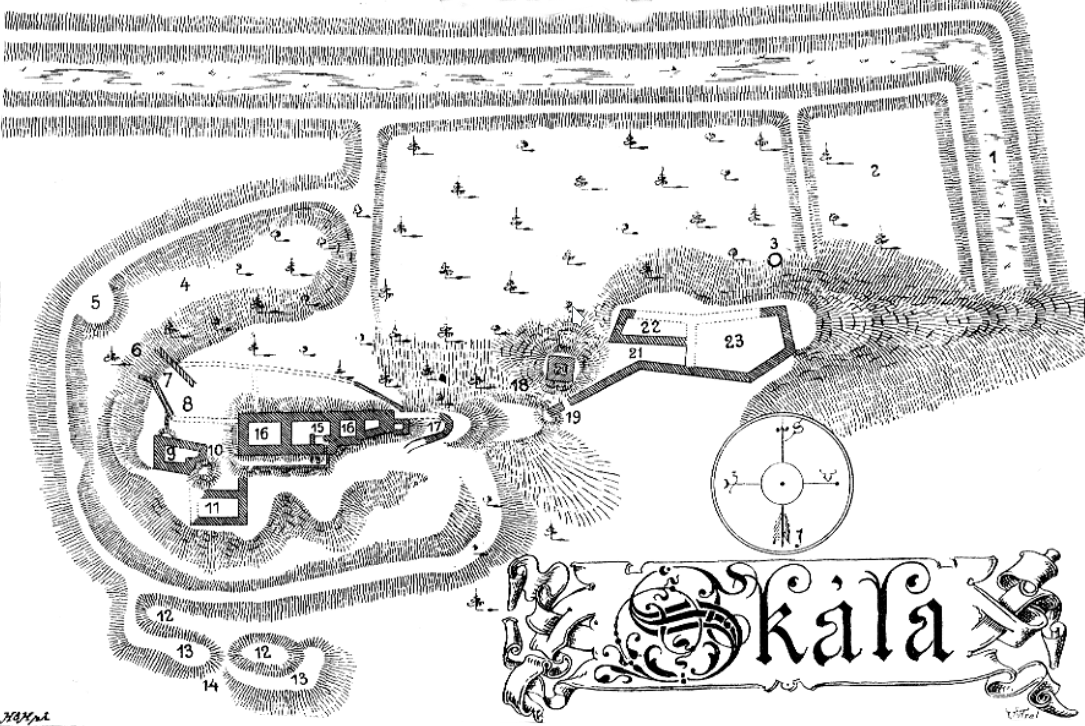
Půdorys hradu Skála u Přeštic se dvěma oddělenými jádry

Ganerbenburg je německý termín označující hradní dispozici obsahující dvě a více samostatných jader, jež patřila různým majitelům. Stavitelé ganerbenburgů bývali zpravidla méně majetní šlechtici, kteří si nemohli dovolit výstavbu vlastního hradu. Toto řešení je častější v zemích na západ od České republiky, kde se lze setkat s hrady obsahujícími i deset jader, v Česku jsou ganerbenburgy velice vzácné a neobsahují více než dvě jádra.

## Smysl ganerbenburgů
Staviteli ganerbenburgů bývali zástupci chudší šlechty, kteří si nemohli z finančních důvodů dovolit vybudování vlastního hradu. Tuto situaci řešili výstavbou sídla pro více majitelů, které sice obsahovalo samostatná jádra, ale zpravidla mělo společné vnější opevnění i provozní budovy, což přinášelo finanční úspory.

## Výskyt na území Česka

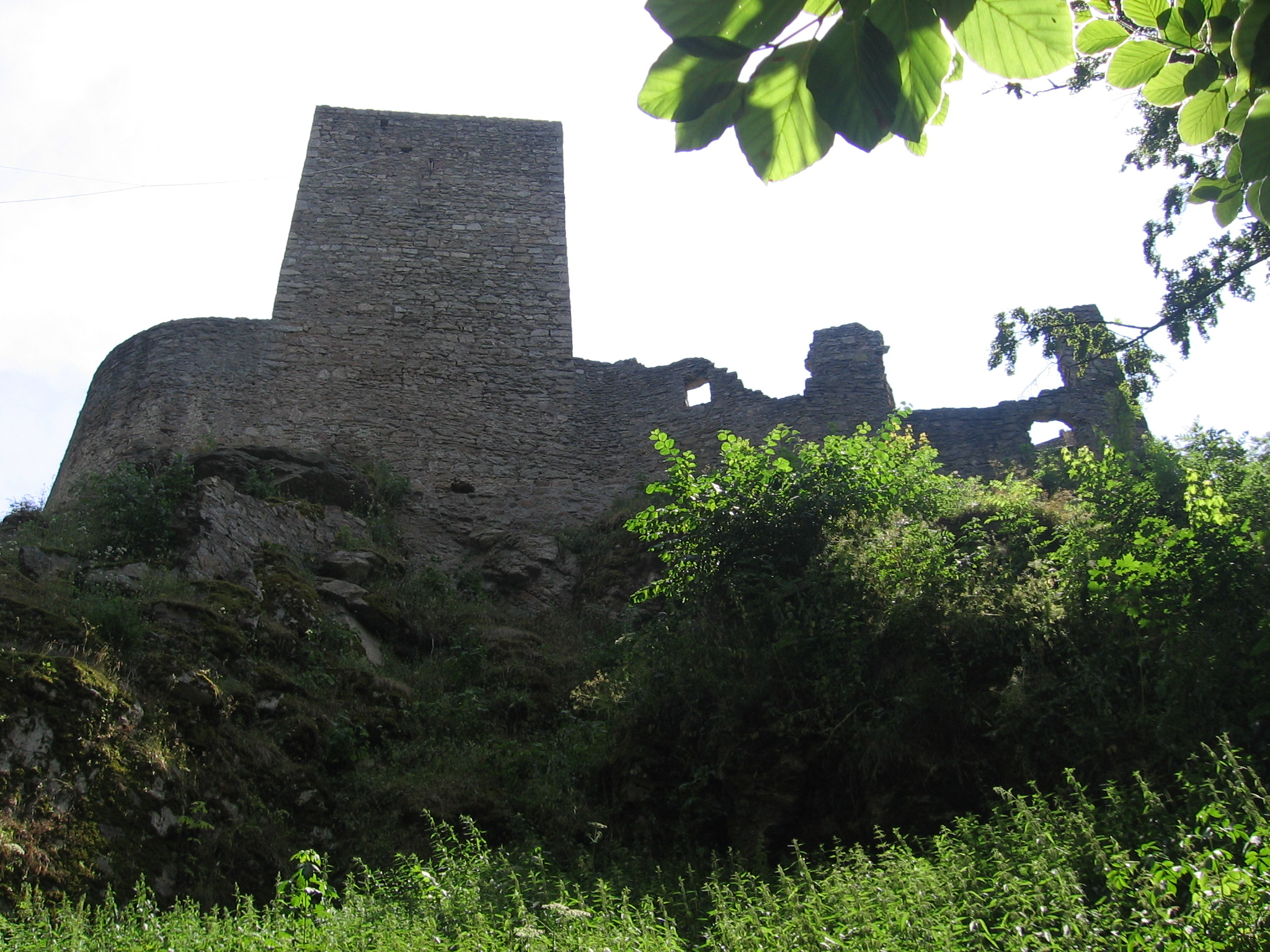
Choustník

V Čechách se nacházejí pouze dva hrady založené jako ganerbenburg – Choustník a Skála u Přeštic. V případě druhého jmenovaného objektu se ale objevují názory, které jeho zařazení mezi tyto dispozice zpochybňují. Na Moravě patří mezi ganerbenburgy Rokštejn nedaleko Brtnice, ten ovšem tuto podobu dostal až v pozdní fázi svého vývoje.

## Otázka vhodnosti používání termínu
Pojem ganerbenburg označuje krom hradu s více jádry i právní termín, jehož český ekvivalent je „hrad v nedílu“. Z tohoto důvodu není používání výrazu ganerbenburg pro hradní dispozici vhodné. Uspokojivý ekvivalent ale zatím česká kastelologie nezná. Vzhledem k tomu, že se na území České republiky nevyskytují hrady s více než dvěma jádry, bývá někdy používán termín dvojhrad.